# Formuła Rus
Formuła Rus – monomarkowa seria wyścigowa, istniejąca w latach 2002–2007.

## Historia
Pierwszy pomysł założenia serii pojawił się w październiku 1999 roku, kiedy to projektant Aleksander Ekserdżian zaproponował stworzenie monomarkowej serii wyścigowej, przy czym samochód byłby produkcji rosyjskiej. Założeniem było umożliwienie młodym kierowcom rozpoczęcia ścigania się formułą wyścigową tak, aby najlepsi mogli przejść do wyższych serii.
Prace nad pojazdem rozpoczęły się w grudniu 1999 roku, a został on zaprezentowany w kwietniu 2000 roku. Produkcji bolidu podjęła się firma AKKC Motorsport. Wiosną 2001 roku był gotowy pierwszy model przedprodukcyjny, napędzany silnikiem Alfa Romeo. Był on testowany przy okazji wyścigów Rosyjskiej Formuły 1600. Na przełomie 2001 i 2002 roku rozpoczęto seryjną produkcję pojazdu, a pierwszy sezon rozpoczął się w kwietniu 2002 roku.

## Mistrzowie
| Sezon | Mistrz kierowców    | Samochód                | Mistrz zespołów                 |
| ----- | ------------------- | ----------------------- | ------------------------------- |
| 2002  | Roman Szestakow     | AKKC FR 02/2-Alfa Romeo | RUZKOM Motorsport               |
| 2003  | Jurij Bajborodow    | AKKC FR 02/2-Alfa Romeo | Lukoil-Serebrianij dojd'-junior |
| 2004  | Siergiej Afanasjew  | AKKC FR 02/2-Alfa Romeo | Lukoil Racing Team Junior       |
| 2005  | Siergiej Romaszenko | AKKC FR 02/2-Alfa Romeo | Lukoil Racing Team Junior       |
| 2006  | Kiriił Owczarenko   | AKKC FR 02/2-Alfa Romeo | OK Racing Team                  |
| 2007  | Maksim Trawin       | AKKC FR 02/2-Alfa Romeo | mail.ru Team                    |